# NGC 3891
NGC 3891 is een spiraalvormig sterrenstelsel in het sterrenbeeld Grote Beer. Het hemelobject werd op 3 februari 1788 ontdekt door de Duits-Britse astronoom William Herschel.

## Synoniemen
- UGC 6772
- MCG 5-28-31
- ZWG 157.35
- PGC 36832